# Nederländska Antillerna i olympiska sommarspelen 1992
Nederländska Antillerna deltog i de olympiska sommarspelen 1992 med en trupp, men ingen av landets deltagare erövrade någon medalj.

## Friidrott
Herrarnas 110 meter häck
- James Sharpe
  - Heat — 14,49 (→ gick inte vidare)

## Segling
Herrarnas lechner
- Constantino Saragoza
  - Slutlig placering — 368,0 poäng (→ 38:e plats)

Damernas lechner
- Bep de Waard
  - Slutlig placering — 226,0 poäng (→ 22:e plats)